# 普拉塔峰
46°29′13.1″N 9°33′42.2″E / 46.486972°N 9.561722°E

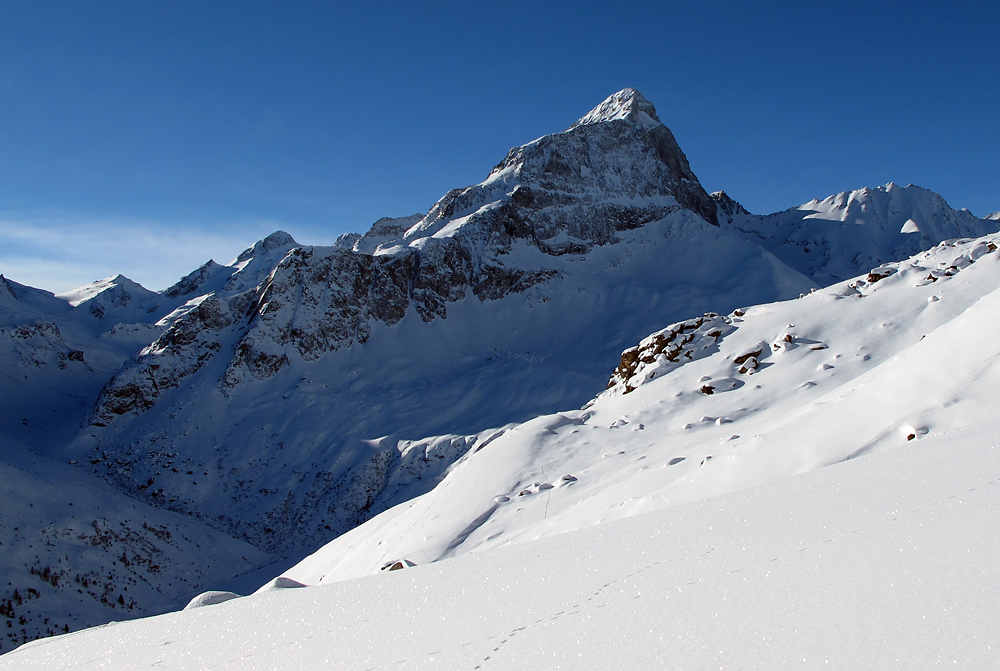

普拉塔峰（Piz Platta），是瑞士的山峰，位於該國東南部，由格勞賓登州負責管轄，屬於上哈爾布施泰因阿爾卑斯山脈的一部分，海拔高度3,392米，人類在1866月11月7日首次登頂。